# راسيل بليك
راسيل بليك (بالإنجليزية: Russell Blake)‏ هو لاعب كرة قدم بريطاني، ولد في 24 يوليو 1935 في كولشيستر في المملكة المتحدة. لعب مع كولتشستر يونايتد.